# 许显时
许显时（1896年—1986年），字成谋，男，福建闽清人，中国军事人物、政治人物，曾任福建省政协副主席。